# Bangkok-Airways-Flug 266
Bangkok-Airways-Flug 266 (kurz PG 266) war ein planmäßiger thailändischer Inlandsflug der Bangkok Airways, der bei der Landung am 4. August 2009 gegen 14:10 Uhr Ortszeit von der Landebahn abkam und gegen einen Kontrollturm prallte.

## Verlauf
Bei der Landung während starker Regenfälle auf dem Flughafen von Ko Samui verloren die Piloten die Kontrolle über die ATR-72-212A und prallten seitlich von der Landebahn gegen einen stillgelegten Kontrollturm. Auf Grund der Wucht des Aufpralls wurde der Flugkapitän, welcher bereits 19 Jahre für Bangkok Airways gearbeitet und 14 Jahre Erfahrung mit dem verunglückten Flugzeugtyp hatte, getötet und das Flugzeug zerstört. Alle anderen Personen an Bord überlebten, wobei 41 Menschen verletzt wurden. Fünf davon sowie der zwei Stunden lang eingeklemmte Copilot mussten im Krankenhaus behandelt werden.

## Daten und Trivia
- Unter den Passagieren waren unter anderem Italiener, Briten, Spanier, Schweizer, Israelis und vier Deutsche.[1]
- Das Flugzeug wurde erst 2001 gebaut. Es hat das Kennzeichen HS-PGL und lief mit zwei Pratt & Whitney Canada PW127F-Triebwerken.